# Денисовка (Юринський район)
Дени́совка (рос. Денисовка, марій. Денисовка) — присілок у складі Юринського району Марій Ел, Росія. Входить до складу Мар'їнського сільського поселення.

## Населення
Населення — 22 особи (2010; 21 у 2002).
Національний склад (станом на 2002 рік):
- росіяни — 95 %